# Anodopetalum biglandulosum
Anodopetalum biglandulosum är en tvåhjärtbladig växtart som först beskrevs av William Jackson Hooker, och fick sitt nu gällande namn av J. D. Hook.. Anodopetalum biglandulosum ingår i släktet Anodopetalum och familjen Cunoniaceae. Inga underarter finns listade i Catalogue of Life.